# Metamorfismo de zona de subducción
El metamorfismo en zonas de subducción son es el metamorfismo de rocas que ocurren associdos a zonas de la litosfera de la Tierra en dónde se da o se ha dado subducción. Corresponde generalmente a un metamorfismo regional de alta o muy alta presión en relación con la temperatura al comprarse con otros tipos de metamorfismo. 
Una zona de subducción es una región de la corteza terrestre donde una placa tectónica se mueve debajo de otra placa tectónica; la corteza oceánica se recicla nuevamente en el manto y la corteza continental es creada por la formación de magmas de arco. Los magmas de arco representan más del 20 % de los magmas producidos en la Tierra y se producen por la deshidratación de minerales dentro de la losa en subducción a medida que desciende al manto y se acumulan en la base de la placa continental superior. Las zonas de subducción albergan una variedad única de tipos de rocas creadas por las condiciones de alta presión y baja temperatura que encuentra una losa en subducción durante su descenso. Las condiciones metamórficas por las que pasa la losa en este proceso crean y destruyen fases minerales que contienen agua (hidratadas), liberando agua en el manto. Esta agua reduce el punto de fusión de la roca del manto, iniciando la fusión. Comprender el momento y las condiciones en las que ocurren estas reacciones de deshidratación es clave para interpretar el derretimiento del manto, el magmatismo del arco volcánico y la formación de la corteza continental.
Una facies metamórfica se caracteriza por un conjunto mineral estable específico para un rango de presión-temperatura y un material de partida (protolito) específico. El metamorfismo de zona de subducción se caracteriza por una trayectoria metamórfica de baja temperatura y alta a ultra-alta presión a través de las zonas de estabilidad de facies de zeolita, prehnita-pumpellyíta, esquisto azul y eclogita de la corteza oceánica subducida. Los conjuntos de facies de zeolita y prehnita-pumpellyita pueden o no estar presentes, por lo que el inicio del metamorfismo solo puede estar marcado por condiciones de facies de esquisto azul. Las losas en subducción están compuestas de corteza basáltica cubierta con sedimentos pelágicos; sin embargo, los sedimentos pelágicos pueden adosarse en la pared colgante del antearco y no subducirse. La mayoría de las transiciones de fase metamórficas que ocurren dentro de la losa en subducción son provocadas por la deshidratación de las fases minerales hidratadas. La descomposición de las fases minerales hidratadas normalmente ocurre a profundidades superiores a 10 km. Cada una de estas facies metamórficas está marcada por la presencia de un ensamble mineral estable específico, registrando las condiciones metamórficas experimentadas por la losa en subducción. Las transiciones entre facies hacen que los minerales hidratados se deshidraten en ciertas condiciones de presión y temperatura y, por lo tanto, pueden rastrearse hasta eventos de fusión en el manto debajo de un arco volcánico.